# کریستین هرتس
کریستین هرتس (انگلیسی: Christián Herc؛ زادهٔ ۳۰ سپتامبر ۱۹۹۸) بازیکن فوتبال اهل اسلواکی است.
از باشگاه‌هایی که در آن بازی کرده‌است می‌توان به باشگاه فوتبال ولورهمپتون واندررز و باشگاه فوتبال ویکتوریا پلزن اشاره کرد.
وی همچنین در تیم‌های ملی فوتبال زیر ۱۷ سال اسلواکی، زیر ۲۱ سال اسلواکی و اسلواکی بازی کرده‌است.